# Rodrigo Vasconcelos Oliveira
Rodrigo Vasconcelos Oliveira, mais conhecido apenas como Rodrigo (Ituiutaba, 11 de fevereiro de 1994), é um futebolista brasileiro que atua como volante. Atualmente joga no Ituano.

## Carreira

### Início
Nascido em Ituiutaba, Minas Gerais, Rodrigo foi revelado nas categorias de base do Goiás. Para adquirir experiência, foi emprestado ao Aparecidense em 2012. Em 2014 foi promovido a equipe principal do Verdão da Serra, na época sob o comando de Claudinei Oliveira.

### Goiás
Em 15 de maio de 2014, Rodrigo fez sua estreia pelo Goiás, entrando como substituto no segundo tempo na vitória por 2 a 0 em casa contra o Botafogo. Após a saída do volante Amaral para o Palmeiras, Rodrigo ganhou a posição de titular na temporada de 2015.

### Palmeiras
Sendo destaque do Goiás em 2015, Rodrigo acertou sua rescisão de contato com o clube goiano após problemas com a diretoria do clube. Desta forma, teve seus direitos ligados ao Tombense, de Minas Gerais. Em 24 de dezembro, o volante assinou contrato de dois anos de empréstimo junto ao Palmeiras, com opção de compra ao fim do contrato.

### Sport
Em 9 de fevereiro de 2017, foi anunciada a sua contratação via empréstimo pelo Sport por uma temporada, com opção de compra ao final deste vínculo.

### Atlético Goianiense
Em janeiro de 2018, Rodrigo foi emprestado por um ano ao Atlético Goianiense.

## Títulos
Goiás
- Campeonato Goiano: 2015

Palmeiras
- Campeonato Brasileiro: 2016

Sport
- Campeonato Pernambucano: 2017